# Sprint (banecykling)
Sprint er en disciplin i cykling over en kort distance på tre omgange på en cykelbane mellem typisk to ryttere, hvor vinderen er den som kommer først over målstregen efter at have startet samtidig. 
Tiden er uden betydning i sprint, hvorfor de to ryttere kan stå næsten stille, mens de aflurer, hvem som åbner sprinten.
Begrebet sprint eller mere rigtigt spurt anvendes også om den endelige afgørelse i et linjeløb.

## Top-sprintere igennem tiderne

### 1950'erne
- Fritz Schär
- Fiorenzo Magni
- Stan Ockers
- Win van Est
- Joseph Planckaert
- André Darrigade

### 1960'erne
- Rudi Altig
- Niels Fredborg
- Jan Janssen
- Willy Planckaert
- Walter Godefroot

### 1970'erne
- Cyril Guimard
- Peder Pedersen
- Herman van Springel
- Patrick Sercu
- Rik van Linden
- Jacques Esclassan
- Rudy Pevenge

### 1980'erne
- Seán Kelly
- Freddy Maertens
- Frank Hoste
- Éric Vanderaerden
- Jean-Paul van Poppel
- Eddy Planckaert
- Davis Phinney
- Etienne De Wilde

### 1990'erne
- Djamolidine Abdoujaparov
- Olaf Ludwig
- Johan Museeuw
- Erik Breukink
- Ján Svorada
- Silvio Martinello
- Wilfried Nelissen
- Frédéric Moncassin
- Danilo Hondo
- Erik Zabel
- Mario Cipollini
- Stuart O'Grady
- Tom Steels
- Jaan Kirsipuu
- Marcel Wüst

### Nyere tid
- Baden Cooke
- Robbie McEwen
- Óscar Freire
- Alessandro Petacchi
- Thor Hushovd
- Tom Boonen
- Danilo Napolitano
- Filippo Pozzato
- Robert Förster
- Daniele Bennati
- Heinrich Haussler
- Robert Hunter
- Sébastien Chavanel
- Romain Feillu
- André Greipel
- Gerald Ciolek
- Tyler Farrar
- Mark Cavendish

| Cykling | Spire Denne artikel om cykling er en spire som bør udbygges. Du er velkommen til at hjælpe Wikipedia ved at udvide den. |